# 郭家明
郭家明，BBS，MBE，JP（1949年10月30日—）前香港足球運動員，退役後成為足球教練及導師，持有國際足協及亞洲足協A級教練牌照，先後擔任香港足總技術顧問、國際足協教練導師、亞洲足協教練導師、國際足聯技術委員，是香港家喻戶曉的足球名宿，現任國際足協、亞洲足協及香港足總的技術顧問，近年受邀擔任澳門足總的技術顧問，並曾擔任中國足協技術主任。

## 生平
早年生活
郭家明有二姊一兄，早年於新界北區粉嶺聯和墟一帶居住，父母在聯和墟經營大牌檔「一二三飯店」。郭家明曾就讀沙頭角官立小學（1961年小六）和大角咀聖芳濟書院。他自幼喜歡運動，小時候已與友人組織足球隊「七蛇」，到北區、九龍及香港島不同地方與其他自組球隊踢足球。當時已接觸梁能仁等未出身的足球員。於中學時期，他成為校際籃球及乒乓球選手，協助校隊奪得丙組及乙組冠軍。但他的學業成績僅僅能夠讓他升班且不明白讀書的意義。而在香港中學會考中亦只取得及格成績。及後郭在1965年夏季參加香港足球總會舉辦的青少年訓練班，受教於何應芬及鄧森，同屆學員還有梁維光及羅灶石等。
同年，由於有三支香港甲組足球聯賽球隊沒有組織預備組，香港足球總會遂選派香港（代替光華）、九龍（代替東華）及新界（代替傑志）青年軍補上參加預備組聯賽，郭家明入選新界青年軍，從而展開足球事業。一年後加入元朗預備組，其後由於應付中學會考而暫停參賽。
流浪
1968年初，在梁維光遊說下加入流浪預備組，更獲選代表香港參加亞青盃；亞青盃後剛滿18歲的郭家明中五畢業，簽約加盟流浪，成為職業球員。
1971年遠赴英國參加教練訓練班，翌年取得英格蘭和蘇格蘭初級教練文憑。1973年年僅二十四歲，便開始在流浪擔任球員兼教練。
加山
1977年，獲加山女班主陳瑤琴招攬加盟，同樣擔任球員兼教練，並獲選為香港十大傑出青年及獲頒授MBE勛銜。
1979年郭家明與加山兩年合約屆滿，由於球市不景，加山來年改組「青春班」參賽，並聘請前廣東隊教練陳頌揚執教，願意讓郭家明無條件轉會，已屆30歲的郭家明決定掛靴。
銀禧體育中心
足總有意聘請郭家明擔任港隊教練，但同時獲銀禧體育中心主任祈赋福賞識，終受聘為銀禧中心足球教練，負責學校及青少年足球訓練工作，簽約三年，於7月1日起生效，足總主席許晉奎亦有出席簽約儀式，銀禧中心與足總協議，如有需要，可以借出郭家明給足總。

## 國際賽
擔任隊長
1973年，郭家明首次出任香港隊隊長，在賀歲盃足球賽 0–11 慘負予葡萄牙勁旅賓菲加。同年帶領香港代表隊，參加在首爾舉行的世界盃外圍賽，小組賽首仗射入全場唯一入球擊敗1968年奧運會銅牌得主日本，但於小組準決賽不敵南韓而出局。
非全職教練
1978年接替包勤，擔任香港足球總會非全職教練及主持教練訓練班，首仗於10月29日出戰秘魯球隊水晶隊（Sporting Cristal），港隊淨吞三隻光蛋。
告別港腳生涯
1979年5月，郭家明隨香港隊到泰國曼谷參加亞洲盃第三組外圍賽，是他代表香港參加最後一項大賽，香港有戴歷·居理及安德遜兩名歸化外援首次入選，於分組賽以次名出線，5月11日對馬來西亞爭奪決賽權，戰至加時後，雙方仍然 0–0 平手，需互射十二碼決勝，擔任副隊長的郭家明率先主射「宴客」，其後各人均能射入，香港以十二碼 4–5 飲恨出局。
五一九戰役
1985年5月19日，時任香港隊主教練的郭家明率領港隊做客北京工人體育場對中國隊，參加1986年世界盃外圍賽。港隊憑張志德和顧錦輝的入球，以 2–1 擊敗中國隊，令中國隊失去晉級參加世界盃的機會，被中國球迷稱為「五一九」事件，郭家明亦被中國傳媒譽為「智多星」。

## 教練導師
1990年，郭家明成為亞洲足協足球教練導師。1993年為澳洲世青盃擔任技術研究工作。1996年，他成為國際足協足球教練導師，亦為阿特蘭大奧運足球賽擔任技術研究。1998年更成為亞洲足協的顧問。
2006年世界盃郭家明獲國際足協委任為十二位技術研究員之一，與喀麥隆的羅傑·米拉和英格蘭的鶴臣等為賽事撰寫技術報告，成為歷來首位擔任技術研究員的華人，也是繼國際球證陳譚新參與1982年世界盃後，第二位參與世界盃決賽週的香港人。
2010年12月3日，中國足協宣布聘請郭家明擔任技術主任，任期至少四年。
2014年6月，郭家明連續3屆世界盃獲委任為國際足協技術研究小組（TSG）成員。全亞洲只有他和前日本國家隊隊長宮本恆靖獲得此職銜。他會在6月7日啟程前往巴西，不斷穿州過省觀賞比賽，直至決賽結束後7月中才返回香港。